# Палфри, Джон Горем
Джон Горем Палфри (англ. John Gorham Palfrey; 2 мая 1796, Бостон, Массачусетс — 26 апреля 1881, Кембридж (Массачусетс)) — американский священник, писатель
, историк, политик, конгрессмен, педагог.

## Биография
Учился в Академии Филлипса в Эксетере в Нью-Гемпшире, затем до 1815 года – изучал богословие в Гарвардском университете. В 1818 году рукоположен в сан священника унитарной церкви . Служил в Бостоне.
Был профессором Кембриджского университета. С 1828 года стал членом Наблюдательного совета Гарвардского университа.
С 1831 по 1839 год работал профессором библейского богословия и деканом Гарвардской школы богословия.
Между 1835 и 1843 годами Палфри также редактировал газету North American Review . Политик, член партии вигов. Представитель в Палате представителей Массачусетса (1842-1843) ; с 1844 по 1848 год был секретарем Содружества , исполняющим обязанности чиновника правительства штата Массачусетс.
На выборах в Конгресс США 1846 года был избран в Палату представителей Соединенных Штатов в Вашингтоне, округ Колумбия , от Четвертого округа Массачусетса.
С 1861 по 1867 год служил главным почтмейстером в Бостоне. Занимался литературным творчеством. Был издателем «North American Review» (1835—1842).

## Избранные сочинения
- «Lectures on Jewish scriptures and antiquities» (Бостон, 1833—52),
- «History of New England» (1858—75 и 2-е изд., 1884) и др.

Дочь его, Сара, издала, под псевдонимом С. Foxton, несколько томиков стихотворений: «The Chapel» (1880), «Blossoming rod» (1887) и др.
В середине 1870-х он перенес инсульт. Умер в Кембридже 26 апреля 1881 года.